# حجر السلطان (ردفان)

تعديل مصدري - تعديل

حجر السلطان هي إحدى قرى عزلة الحبيلين بمديرية ردفان التابعة لمحافظة لحج، بلغ تعداد سكانها 29 نسمة حسب تعداد اليمن لعام 2004.